# Kyle Richards
Kyle Egan Richards (Los Angeles, 11 gennaio 1969) è un'attrice statunitense.

## Biografia
Richards nasce a Hollywood (California) nel 1969 da Kenneth E. Richards e Kathleen Dugan. Ultima di tre figli, è sorella di Kim e sorellastra di Kathy Hilton (avuta dalla madre in un precedente matrimonio), anch'esse attrici. È zia di Nicky e Paris Hilton, figlie di Kathy. Nel 1988, a 19 anni, Kyle Richards sposa Guraish Aldjufrie, da cui ha una figlia, Farrah, ma la coppia divorzia nel 1990. Kyle Richards conosce poi Mauricio Umansky nel 1994. Lui proviene da una famiglia messicana con origini ebraiche e lei si convertì al giudaismo prima di sposarlo; da Umansky ha avuto tre figlie: Alexia (nata nel 1996), Sophia (1999) e Portia (2008). 

## Carriera
Debutta nel mondo dello spettacolo nel 1975, quando viene scritturata nella serie televisiva di successo La casa nella prateria (dove appare in 19 episodi) per interpretare la piccola Alicia Sanderson-Edwards. Alcuni anni dopo debutta sul grande schermo impersonando ruoli da protagonista o co-protagonista in vari film dell'orrore, il suo primo ruolo è in La macchina nera (1977) e segue poi in Quel motel vicino alla palude di Tobe Hooper, uno splatter di successo ispirato alle vicende di Joe Ball, un assassino seriale attivo durante gli anni trenta. 
La fama giunge nel 1978, quando Kyle si presenta ai provini di Halloween, uno slasher a basso costo di John Carpenter. Il casting si conclude bene, e l'attrice viene confermata nella parte di Lindsey Wallace, un ruolo di spessore che affianca la protagonista Laurie Strode, interpretata da una giovane Jamie Lee Curtis. Kyle non prese parte ai numerosi seguiti della serie, fatta eccezione per Il signore della morte - Halloween II dove appare in alcune sequenze tagliate nel montaggio del primo film. 
A dispetto della sorella Kimberly che ha lavorato spesso nel cinema, Kyle è apparsa perlopiù in televisione occupando ruoli importanti nelle serie Down to Earth e E.R. - Medici in prima linea. Ha anche partecipato a The Simple Life, un reality show statunitense nato nel 2003 e terminato alla quarta stagione nel 2007 per il basso numero di ascolti. La Richards è poi apparsa dal 2010 nel reality show del network Bravo The Real Housewives of Beverly Hills insieme alla sorella Kim.

## Filmografia parziale

### Cinema
- Incredibile viaggio verso l'ignoto (Escape to Witch Mountain), regia di John Hough (1975)
- La macchina nera (The Car), regia di Elliot Silverstein (1977)
- Quel motel vicino alla palude, regia di Tobe Hooper (Eaten Alive) (1977)
- Halloween - La notte delle streghe (Halloween), regia di John Carpenter (1978)
- Gli occhi del parco (The Watcher in the Woods), regia di John Hough e Vincent McEveety (1980)
- Il signore della morte (Halloween II), regia di Rick Rosenthal (1981)
- Ora di sangue (Curfew), regia di Gary Winick (1989)
- Escape, regia di Richard Styles (1989)
- Pledge This!, regia di William Heins (2006)
- Hungover Games - Giochi mortali (The Hungover Games), regia di Josh Stolberg (2014)
- Halloween Kills, regia di David Gordon Green (2021)
- Halloween Ends, regia di David Gordon Green (2022)
- Uno splendido disastro 2 - Il matrimonio (Beautiful Wedding), regia di Roger Kumble (2024)

### Televisione
- Pepper Anderson - Agente speciale (Police Woman) – serie TV, episodio 1x12 (1974)
- La casa nella prateria (Little House on the Prairie) – serie TV, 18 episodi (1975-1982)
- Sulle strade della California (Police Story) – serie TV, 3 episodi (1976-1978)
- A Circle of Children – film TV (1977)
- Disneyland – serie TV, episodio 24x11 (1978)
- Angeli volanti (Flying High) – serie TV, episodio 1x06 (1978)
- The Million Dollar Dixie Deliverance – film TV (1978)
- Vega$ – serie TV, episodio 1x14 (1979)
- Fantasilandia (Fantasy Island) – serie TV, episodio 2x23 (1979)
- Amateur Night at the Dixie Bar and Grill – film TV (1979)
- Once Upon a Family – film TV (1980)
- Hellinger's Law – film TV (1981)
- CHiPs – serie TV, episodio 6x03 (1982)
- This Is Kate Bennett... – film TV (1982)
- Terrore in sala (Terror in the Aisles), regia di Andrew J. Kuehn - documentario (1984)
- E.R. - Medici in prima linea (ER) – serie TV, 21 episodi (1998-2006)
- Settimo cielo (7th Heaven) – serie TV, episodio 7x21 (2003)
- Il doppio volto della paura (Deadly Sibling Rivalry), regia di Hanelle M. Culpepper – film TV (2011)
- CSI - Scena del crimine (CSI: Crime Scene Investigation) – serie TV, episodio 13x05 (2012)
- Il tempo della nostra vita (Days of Our Lives) – serie TV, 3 episodi (2013)
- How I Met Your Father – serie TV, episodio 2x13 (2023)